# Melro-das-rochas-de-dedos-curtos
Roqueiro-de-dedos-curtos ou melro-das-rochas-de-dedos-curtos (Monticola brevipes) é uma espécie de ave da família Muscicapidae.
Pode ser encontrada nos seguintes países: Angola, Botswana, Namíbia e África do Sul.
Os seus habitats naturais são: matagal árido tropical ou subtropical.